# Thorsten Wollmann
Thorsten Wollmann (Laupheim, Baden-Württemberg, 10 februari 1966) is een hedendaags Duits componist, muziekpedagoog, dirigent, jazzmusicus en trompettist.

## Levensloop
Wollmann deed zijn muziekstudies voor compositie, jazz trompet en piano aan de Rheinische Musikhochschule te Keulen en heeft afgestudeerd met het diploma Magna cum Laude. Het afsluitingsconcert werd door de Westdeutscher Rundfunk (WDR) opgenomen en in hun klassieke programma op WDR 3 uitgezonden.
Als solist was hij lid van het Jeugd jazz orkest Baden-Württemberg, het Duitse jazz orkest, het Duitse jazz septet, het Duits-Scandinavische-Project en het Zuidpoolensemble. Concertreizen brachten hem naar West-Afrika (Niger, Benin, Togo, Ghana, Nigeria, Kameroen, Centraal-Afrikaanse Republiek), Zuidoost-Azië (Thailand, Indonesië, Filipijnen), India, Mexico, Portugal en Spanje. Met zijn eigen Thorsten Wollmann Quintet verzorgde hij uitzendingen en opnames voor de Süddeutsche Rundfunk (SDR), de voormalige Südwestdeutscher Rundfunk (SWF) en de Westdeutscher Rundfunk (WDR).
Hij is ook als dirigent bezig en hij dirigeerde onder andere het Sofia Radio Orchestra, Bulgarije, de WDR-Big Band, de NDR-Big Band, het Duitse Jazz Orkest, de Chiang Mai Big Band en het Thorsten Wollmann Orkest.
Als componist schreef hij opdrachten voor het WDR Rundfunk Sinfonieorchester, het Torsten Wollman Orchester, de jazzorkesten van de WDR, SDR, HR (Hessische Rundfunk), NDR en muziekfeesten, ensembles en solisten in Tsjechië, Zwitserland, de Verenigde Staten en het Verenigd Koninkrijk. Sinds 1996 is hij met zijn echtgenote Pimonmas, een schrijver, en hun dochter Alissa Janine woonachtig in Thailand. Tegenwoordig is hij docent voor de Deutscher Akademischer Auslands Dienst (DAAD) in de muziekafdeling van de Payap Universiteit, in Chiang Mai, Thailand en voltooid zijn studies voor klassieke muziek aan de Universiteit van Auckland in Nieuw-Zeeland. Naast andere prijzen en onderscheidingen kreeg hij voor zijn composities in 2002 de Philip Neill Memorial Prize van de Universiteit van Otago in Dunedin, Nieuw-Zeeland.

## Composities

### Werken voor orkest
- 1990 Musik zu drei Bildern von Wassily Kandinsky, voor orkest
- 1991 Nocturne, voor basklarinet, contrabasklarinet en strijkers
- 1993 Concerto, voor piano en orkest
- 1993 The Elements, voor orkest
- 1994 Impromptu & Allegro, voor orkest
- 1994 Michelangelo, voor strijkers
- 1995 Symphony, voor strijkorkest
- 1996 Kaleidoscope, voor viool en orkest
- 1997 Impressionistic Sketches, voor klein orkest (gebaseerd op schilderijen van Camille Pissarro)
- 1997-1998 Symphony „to the End of the 20th Century“, voor orkest
- 2001 South Pacific (Seascapes), voor strijkers en harp
- 2002 Scenic Dances, voor strijkers
- 2002 Gondwana, voor orkest
- 2002 Morning Chant of a Kokako, voor orkest
- 2003 The Sound, voor orkest
- 2003 On the Edge of the World, voor kamerorkest
- Siddhartha, (naar een Indisch gedicht van Hermann Hesse), voor basklarinet, fluit, altsaxofoon, sopraansaxofoon, big band en strijkers
- Suite of Dreams, voor jazzkwintet en orkest 
  1. Dreams of the Past
  2. Dreams of the Future
  3. Dreams of Love and Death
  4. Awakening
- Lyric Suite, voor jazzensemble en klein orkest 
  1. Salaam Bombay
  2. Horizons
  3. Lament for a dead King
  4. Far Cry
  5. Falling Leaves
- Pimonmas - Les vages rouges, voor jazzensemble en strijkers
- Ouverture voor jazz orkest
- Aotearoa (Nieuw-Zeeland), voor jazzorkest en solisten
  1. The Doll’s House (gebaseerd op een klein verhaal van Katherine Mansfield)
  2. Dolphins & Whales
  3. Fjordland
  4. Waitomo
  5. Rangiheata
  6. Whakaari
- Colors of Siam, voor big band + mallets, slagwerk en soloisten
  1. Variations on a Thai Theme,
  2. Northern Thai Song
  3. Song for Janine,
  4. Rainy Season,
  5. Pagodas
  6. Between Islands
  7. Tropical Night
- City of Angels, voor big band + mallets, slagwerk en soloisten
  1. Traffic Jam
  2. Chinatown
  3. Night Sketch
  4. Pahurat
  5. Chao Phraya
  6. Bangkok Ways

### Werken voor harmonieorkest
- 1995 Aus einer Sage, voor harmonieorkest (verplicht werk op het Bundesmusikfest in 1995)
  1. In der Kathedrale
  2. Begegnung auf einem Fest
  3. Das Zauberschloss
  4. Die Eroberung
- 1997 Konzert für sinfonisches Blasorchester (naar schilderijen van Paul Klee)
  1. Offenes Buch
  2. Pastorale (Rhythmen)
  3. Nächtliche Blumen (Versunkene Landschaft)
  4. Ad Parnassum
  5. Insula Dulcamara
- 1997 Aquarell
- 1999 Die Kathedrale (Passacaglia für Sinfonisches Blasorchester)
- 1999-2000 Landschaften
  1. Prärie
  2. Wüste
  3. Mondlandschaft
  4. Unter Wasser
  5. Gebirgszug
- 2001 Mars: The Red Planet, voor harmonieorkest 
  1. Martian Sunrise (with blue clouds on a red sky)
  2. Through the Canyons of Valles Marineris
  3. Dark Shadows over Noctis Labyrinthus
  4. Inside the Caldera of Olympus Mons
- 2003 Jupiter’s Monde (verplicht werk op Bundesmusikfest in 2003)
  1. Kallisto
  2. Ganymed
  3. Europa
  4. Io
- 2008 Terra Australis
- Arabienreise
  1. Eine Bedouinenkarawane zieht durch die Sahara
  2. In einem arabischen Bazaar
  3. Die Wüstenfestung
  4. Segelschiffe im Persischen Golf
- Concerto, voor jazz trompet en harmonieorkest
- Gebet
- Janine’s Welt
  1. Janine's Thema I-Hier kommt die Ente Traudi
  2. Janine's Thema II-Tanz der Teddybären
  3. Janine's Thema III-Lindholm der Drache fliegt
  4. Janine's Thema IV
- Song of a Troubadour

### Werken voor koor
- 1998 Stained Glass Windows, voor gemengd koor en orgel (gebaseerd op glass schilderijen van Marc Chagall)

### Kamermuziek
- 1984 Polyphonie, voor trompet en altsaxofoon
- 1992 Oktett, voor hobo, althobo, klarinet, basklarinet, 2 fagotten, 2 hoorns
- 1993 Drie Preludes, voor fluit en harp
- 1993 The Characteristics of Water, voor fluit/altfluit, hobo, viool, altviool, cello en harp
- 1994 Nocturne, voor klarinet (of: hobo) en gitaar
- 1994 Quintett, voor koperblazers
- 1995 Lyrische Stücke, voor trompet/flügelhorn en piano
- 1995 Drei Welten, voor altfluit, basklarinet en harp
- 1995 The Garden of Crystal, voor fluit, klarinet, vibrafoon, harp en piano
- 1995 DNA, voor fluit/altfluit, vibrafoon/marimba, harp en piano
- 1995 Turquoise, voor fluit & harp
- 1996 Impressionen, voor hobo en gitaar
- 1998 Prelude to a Comic, voor fluit/altfluit, hobo/althobo, klarinet/basklarinet/altsaxofoon, harp, piano/orgel, slagwerk/mallets en strijkkwartet
- 1998 Japanische Landschaften, voor fluit/altfluit/basfluit, hobo/althobo, klarinet/basklarinet, harp, piano, slagwerk/mallets
- 1999 Tree, voor basklarinet en piano
- 2001 Fishes & Birds, voor fluit (of viool), klarinet en piano
- 2002 Wind, voor fluit, klarinet, viool, altviool en cello
- 2002 Ferns, voor altfluit, basklarinet, viool, altviool en cello
- 2002 River, voor fluit, klarinet/basklarinet, viool 1, viool 2, altviool, cello en piano
- 2002 Wildflower, voor viool en piano
- 2002 Spring, voor strijkkwartet
- 2002 Autumn, voor strijkkwartet
- 2003 Summer, voor strijkkwartet
- 2003 Stones, voor altviool, cello, basklarinet en piano
- Tangos, voor bandoneon, viool, piano, contrabas en strijkers
  1. Nocturno
  2. Latina
  3. Tristeza
  4. Time is a Tango (voor strijkers)

### Werken voor piano
- 1984 Fuge
- 1993 Prelude, Song & Dance, voor piano
- 1997-1998 The Thai Piano Book
- 2002 Childhood
- 2003 Rakiura Preludes, voor piano
- Children Songs

### Werken voor slagwerk
- 1997 Drums of the Night, voor Aziatisch slagwerk ensemble

### Filmmuziek
- 1995 Time Travel, voor de CeBit '95
- 2002 Promenade
- Prelude to a Comic
- X-Files

- Gemeinsame Normdatei: 135002559
- International Standard Name Identifier: 0000 0003 7206 7880
- Virtual International Authority File: 79906147
- WorldCat: E39PBJyRtRqCfQmVhhprmHmjmd